# أحمد ولد سويلم
أحمد ولد سويلم هودبلوماسي وسياسي مغربي وقيادي سابق في جبهة البوليساريو، وُلد في عام 1951 في مدينة الداخلة في المغرب.

## نشأته وحياته
ينتمي أحمد ولد سويلم لعائلة ارتبطت بنظام الدكتاتور الإسباني فرانكو خلال حقبة الاستعمار الإسباني لمنطقة الصحراء الغربية، فقد كان والده سويلم ولد عبد الله هو رئيس بلدية الداخلة ومحاميًا في كورتيس.

## مسيرته المهنية والسياسية
كان أحمد ولد سويلم عضوًا نشطًا في جبهة البوليساريو منذ عام 1975، وقد نظم هروب جزء من السكان المدنيين في مدينة الداخلة إلى مخيمات اللاجئين الواقعة في مدينة تندوف الجزائرية، كما تولي عدة مناصب في المنظمة ومثلها في الخارج في عدد من الدول، فكان ممثلًا لجبهة البوليساريو في غينيا بيساو وفي بنما وفي أنجولا، ثُم مستشارًا لأمريكا اللاتينية لزعيم جبهة البوليساريو محمد عبد العزيز بدءًا من عام 2000، وحتى عام 2009. كانت الخلافات قد بدأت تنشب بينه وبين الزعيم الصحراوي محمد عبد العزيز منذ عام 2008، حتى أعلن أحمد ولد سويلم في 29 يوليو عام 2009 عن استقالته من جبهة البوليساريو رسميًا وعودته إلى المغرب، وهي العودة التي تم إبلاغ الحكومة المغربية بها بصورة رسمية. وفي اليوم التالي لعودة أحمد ولد سويلم إلى المغرب، استقبله الملك محمد السادس في قصره حيث أعلن أحمد ولد سويلم دعمه للملك وتأييده للمقترح الذي قدمه في عام 2007 لإقامة نظام حكم ذاتي في الصحراء الغربية بهدف إنهاء النزاع الدائر هناك بين السلطات المغربية ومنظمة جبهة البوليساريو الانفصالية. عُيّن أحمد ولد سويلم في أبريل عام 2010 سفيرًا للمملكة المغربية في إسبانيا خلفاً للسفير المغربي السابق عمر عزيمان.‘‘‘
تم إعفاؤه بتاريخ ديسمبر 2013 من مهامه كسفير للمغرب بمدريد وتعيين فاضل بنيعيش سفيرا عوضا عنه.

## أوسمة و جوائز
- الماستر الذهبي للمنتدى الملكي للإدارة العليا (2013)[9]
- وسام العرش من درجة قائد (2015).[10]